# Груй
Груй (рум. Grui) — село у повіті Горж в Румунії. Входить до складу комуни Мушетешть.
Село розташоване на відстані 223 км на захід від Бухареста, 15 км на північний схід від Тиргу-Жіу, 93 км на північ від Крайови.

## Населення
За даними перепису населення 2002 року у селі проживала 331 особа, з них 330 осіб (99,7%) румунів. Рідною мовою 330 осіб (99,7%) назвали румунську.